# 제임스 드레스녹
제임스 조지프 드레스녹(영어: James Joseph Dresnok, 조선민주주의인민공화국 법률상 이름: 홍철수, 1941년 11월 24일 ~ 2016년 11월)은 1962년에 한반도의 군사 분계선을 넘어서 탈영한 미국의 군인이다. 그는 미국 버지니아주 리치먼드 출신으로 주한 미군 일병으로 비무장지대(DMZ) 철책 근무 당시인 1962년 8월 15일에 조선민주주의인민공화국으로 투항하여 2016년 사망할 때까지 평양에서 거주 중이었다. 2004년 찰스 로버트 젱킨스 하사가 탈북하면서 조선민주주의인민공화국에 생존해 있는 유일한 월북 미군이 되어 있었다.
키가 196cm나 될 정도로 체격이 어마어마하게 컸다.

## 가족
조지프 드레스녹 시니어(1917 ~ 1978)의 아들이며, 형제자매로는 남동생인 조지프 드레스녹 주니어(1946 ~ )가 있다. 1951년에 제임스가 9세였을 때 리치먼드에 살던 가족이 이혼으로 나뉘었고, 제임스와 어머니, 조지프와 아버지는 끼리끼리 흩어졌다. 아버지와의 약속은 임시적이었다. 10대 시기에는 위탁 가정에서 길러졌고, 학교에서 쫓겨나 17세 생일이 된 다음날 미국 육군에 입대하였다. 다큐멘터리 《푸른 눈의 평양시민》(Crossing the Line)에 따르면, 어린 시절에 미국인과 결혼한 후 서독에 2년간 배치되었다고 한다. 귀국 후 당시 부인은 다른 사람과 관계를 맺고 있었다. 자기 아이를 버리지 않겠다고 약속했기 때문에, 임신하지 않았다는 사실이 큰 도움이 되었다. 이 말을 할 때 카메라 앞에서 울음을 터트렸다고 한다.

## 망명
드레스녹은 미국 육군의 상병으로 1960년대 초반 비무장 지대에 근무하였다. 미국에 있었던 첫 아내가 떠난 후, 다시 자원하여 대한민국으로 왔다. 대한민국에 입국한 이후, 기지를 떠날 수 있는 허가증에 서명을 위조한 혐의로 군법회의에 부쳐졌다. 이후 처벌을 두려워하여 탈영을 결심하게 된다.
1962년 8월 15일에 동료 군인들이 점심을 먹고 있을 때, 지뢰밭을 달려 월북하였다. 조선인민군이 그를 체포하였고, 열차편으로 평양으로 이송되어 조사받았다. 조사받는 과정에서 또다시 도주했는데 중국보다는 그래도 같은 백인종인 소련이 낫겠다 싶어서 다른 월북 미군들과 소련 대사관에 들어갔으나, 소련 측에서 받아 주지 않았다.

## 망명 이후
드레스녹은 월북 후에 또 다른 망명자 래리 앨런 앱셔를 만났다. 이를 포함한 네 망명자들은 같이 살았고, 조선민주주의인민공화국 정부에서 발간하는 선전물에 참가하였다. 여러 잡지 표지에 출연하였고, 대남 방송을 통하여 다른 미군의 월북을 유도하였다. 처음에는 북한에 남지 않으려고 생각하여 1966년에 평양 주재 소련 영사관에 들어갔으나, 정부에 발각되어 실패하였다.
드레스녹은 같은 월북 미군들 사이에서는 깡패로 통했으며 특히 찰스 로버트 젱킨스를 심하게 학대했는데 찰스 로버트 젱킨스가 미군시절 상병이던 자신보다 높은 계급인 하사 계급이었기 때문에 이에 대한 열등감으로 필요 이상으로 학대해, 되려 북한 사람들이 말릴 정도였다.
이후 드레스녹은 조선민주주의인민공화국에 정착하기로 하였다. 드레스녹은 홍철수라는 이름도 사용했는데, 홍은 '붉을 홍'(紅)에서 따온 것이라고 한다. 1978년부터 영화에 출연하기 시작하였고, 미국인 역을 맡아서 국가적인 유명 인사가 되었다. 배역 이름이 아서였기 때문에 북조선인 친구에게는 아서라는 이름으로 알려졌다. 또한 김일성의 저작물을 영어로 번역하기도 했다.
조선민주주의인민공화국에서 사는 동안 그는 두 번 결혼하였다. 조선민주주의인민공화국에서 만난 첫 아내는 1950년 루마니아에서 태어나 이탈리아인과 1970년에 결혼하여 이탈리아로 가서 살다가 1978년에 이탈리아에서 조선민주주의인민공화국으로 납치된 루마니아인 여성인 도이나 붐베아(1950년 ~ 1997년)였으며, 두 아들이 있었다. 젠킨스의 자서전에서는 도나라고 언급하고 있다. 도이나가 1997년에 폐암으로 죽은 후, 토고 외교관과 결혼한 조선민주주의인민공화국 여성의 딸과 결혼하여 2001년에 셋째 아들을 낳았다. 그의 가족은 평양에서 국가가 지급한 아파트에 살면서 북한 정부가 지급한 연금을 받으면서 살고 있다. 현재 드레스녹은 심장 질환과 간 질환으로 건강이 안 좋은 상태이며, 흡연과 음주 때문이라고 한다.
드레스녹은 여생을 조선민주주의인민공화국에서 보낼 예정이며, 아무리 많은 돈을 주어도 귀국할 생각이 없다고 한다. 현재는 은퇴한 상태로, 북조선에서 이따금씩 강연을 하며 시간을 때우기 위해서 낚시를 즐긴다.
두 번째 결혼에서 낳은 차남 제임스 가브리엘 드레스녹은, 제임스 조지프 드레스녹이 1980년대에 영어를 가르치기도 했던 평양외국어대학의 학생이며, 그의 영어 억양에는 조선어가 많이 묻어 있다. 가브리엘은 북조선 사람과 결혼할 생각은 없지만 자기 자신을 북조선인이라고 생각하고 있고, 외교관 일을 하고 싶다고 하였다.
2001년에는 김정일이 직접 드레스녹의 60번째 생일을 축하한다면서 많은 선물을 지급했다. 2016년 지병으로 사망하였다.

## 인용
- "8월 15일 대낮에 모든 사람들이 점심을 먹고 있었을 때, 저는 길가로 나왔습니다. 물론 무서웠습니다. 제가 살 수 있을지 아니면 죽을지 말이죠. 그리고 전 지뢰밭에 뛰어들었고 제 두 눈으로 보았습니다. 땀이 났죠. 저는 국경을 건넜습니다. 새 삶을 찾기 위해서였지요."[3]

## 같이 보기
- 푸른 눈의 평양시민
  - 대니얼 고든(영어판)
- 이름 없는 영웅들
- 찰스 로버트 젠킨스
- 래리 앨런 앱셔
- 제리 웨인 패리쉬
- 조지프 T. 화이트
- 데라코시 다케시